# Muchomor czerwony

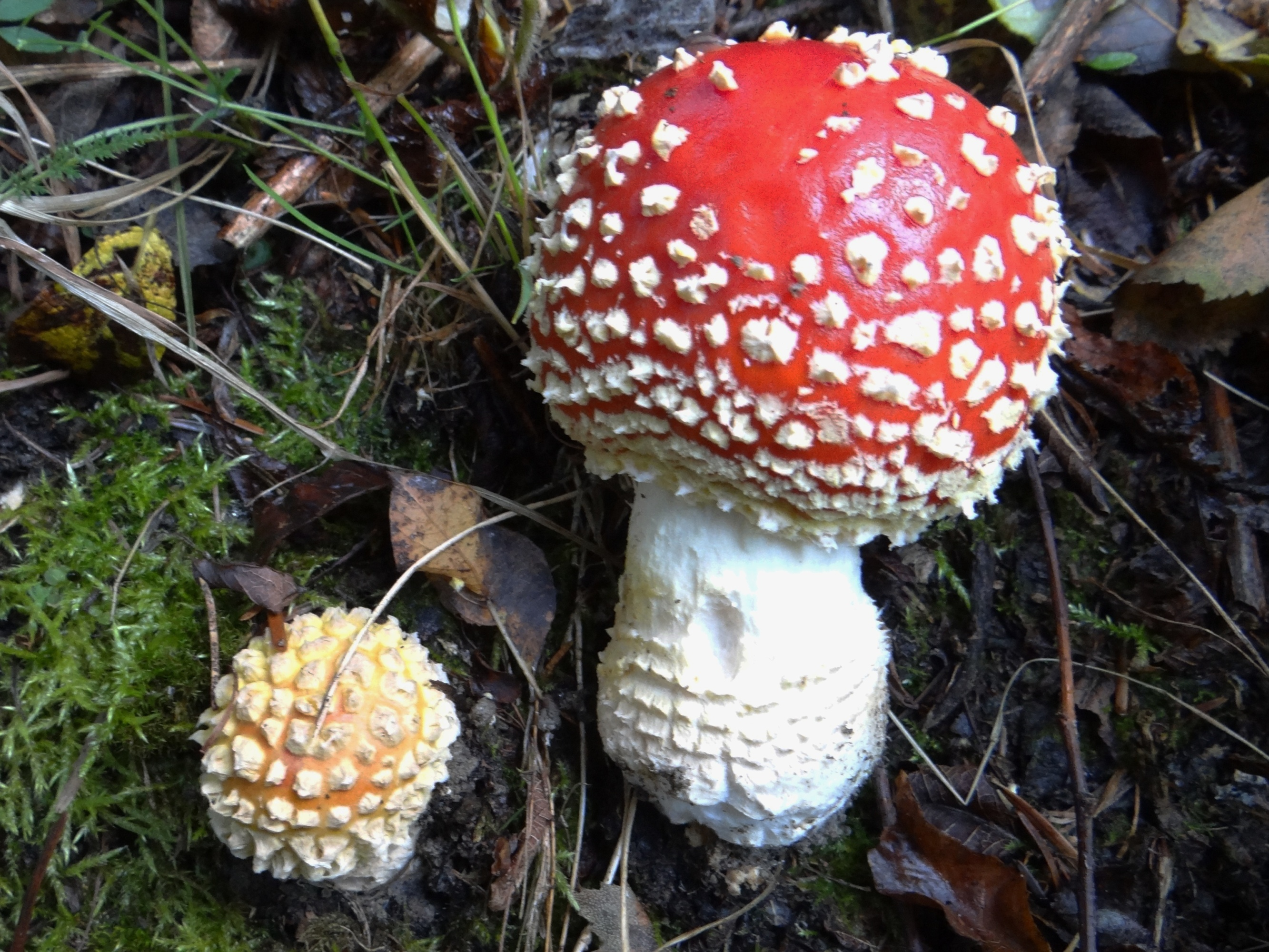
Młode okazy

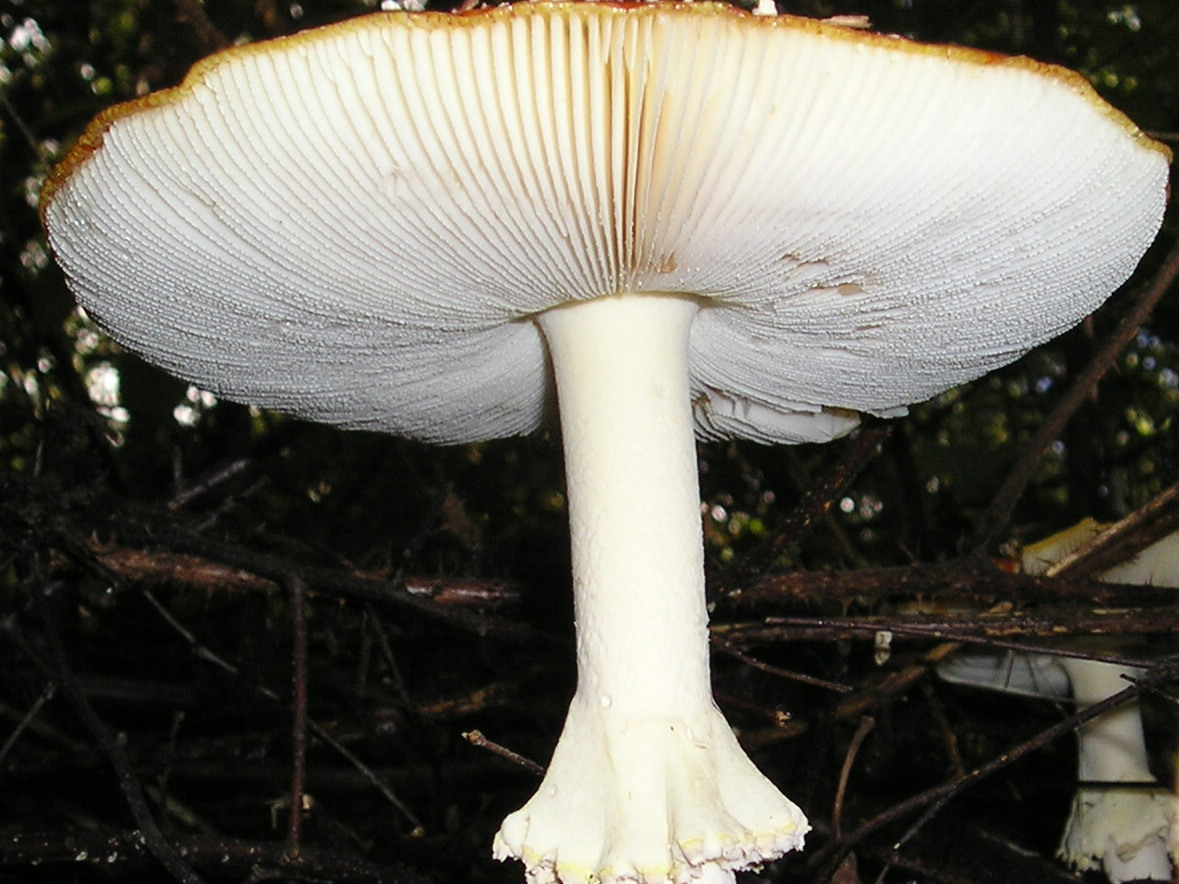
Blaszki i trzon

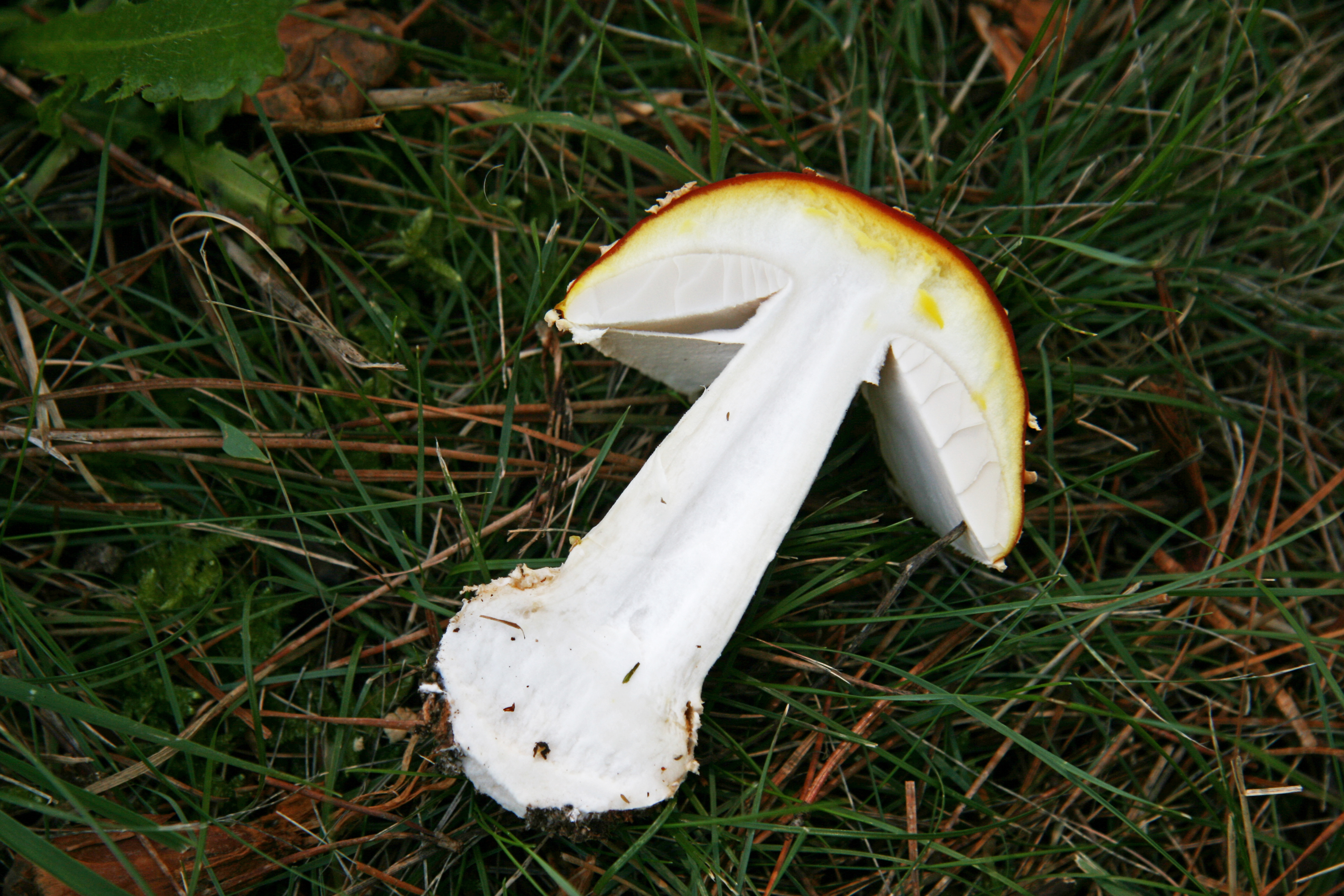
Przekrój owocnika

Muchomor czerwony (Amanita muscaria (L.) Lam.) – gatunek grzybów należący do rodziny muchomorowatych (Amanitaceae).
Prawdopodobnie najbardziej charakterystyczny gatunek muchomora. Jest dużym, cętkowanym zwykle czerwonym grzybem i jest jednym z najbardziej rozpoznawalnych i szeroko spotykanych w kulturze popularnej, inspirował twórców np. gier z serii Mario (po zjedzeniu muchomora Mario stawał się większy) oraz domy Smerfów z komiksów i kreskówek.
Chociaż uważany powszechnie za trujący (Atlas grzybów jadalanych i trujących klasyfikuje go nawet jako silnie trujący), śmierć spowodowana zatruciem po spożyciu A. muscaria jest dość rzadka (ale zatrucia są groźne). Dwukrotne podgotowanie z odlaniem wody osłabia jego toksyczność i rozkłada substancje psychoaktywne grzyba; jest spożywany w niektórych częściach Europy, Azji i Ameryki Północnej. Wszystkie odmiany Amanita muscaria, w szczególności A. muscaria var. muscaria, znane są ze swoich właściwości halucynogennych, przy czym głównymi składnikami psychoaktywnymi są neurotoksyny kwas ibotenowy i muscymol. Był używany jako środek odurzający i enteogen przez rdzenną ludność Syberii.

## Systematyka i nazewnictwo
Pozycja w klasyfikacji według Index Fungorum: Amanita, Amanitaceae, Agaricales, Agaricomycetidae, Agaricomycetes, Agaricomycotina, Basidiomycota, Fungi.
Po raz pierwszy gatunek ten opisany został przez Karola Linneusza w 1753 r. jako Agaricus muscarius, w 1783 r. Jean-Baptiste de Lamarck przeniósł go do rodzaju Amanita nadając mu obecną nazwę. Przez różnych badaczy opisywany był jeszcze pod różnymi nazwami, tak że obecnie ma ponad 40 synonimów naukowych. Epitet gatunkowy muscaria pochodzi od łacińskiego słowa „musca” oznaczającego muchę.
Nazwę polską podał Józef Jundziłł w 1830 r. W polskim piśmiennictwie mykologicznym gatunek ten opisywany był też jako bedłka muchomor, bedłka, muchar czerwony, muchomor pospolity, muchomor zwyczajny.
Muchomor czerwony jest grzybem o kilku znanych odmianach lub podgatunkach. Różnią się przede wszystkim kolorem kapelusza, ale wszystkie mają podobną budowę i zauważalne plamy będące pozostałością osłony całkowitej. Niedawne badania filogenetyczne podniosły część z nich do rangi osobnego gatunku, jak na przykład muchomor królewski, Amanita chrysoblema lub Amanita persicina.
W języku japońskim grzyb ten posiada 2 nazwy. W nazwie Beni-tengu-take (alternatywna pisownia: beni-tengutake, beni-tengu-dake) pierwszy człon oznacza barwę czerwoną, drugi odnosi się do postaci Tengu z japońskiej mitologii, trzeci oznacza grzyba. Nazwa tengutake oznacza również muchomora plamistego. Druga nazwa hae-tori-take oznacza „grzyb zabijający muchy”.

## Morfologia
Kapelusz
Średnica do 20 cm. U bardzo młodych okazów kulisty, potem półkulisty, z czasem niskołukowaty, a u starszych okazów płaski i nieco wgłębiony na środku. Powierzchnia gładka, u starszych okazów przy brzegu delikatnie karbowana. Początkowo okryty jest białawą osłoną. Po jej rozerwaniu na kapeluszu pozostają białe lub białożółte łatki. W czasie wilgotnej pogody jest lepki.
Blaszki
Białe lub bladożółtawe, brzuchate, gęsto ustawione, wolne.
Trzon
Wysokość do 20 cm, grubość do 3 cm. Jest walcowaty, łatwo wyłamujący się, za młodu pełny, potem pusty. Kolor biały lub żółty, posiada obwisły, biały (czasami żółtawy) pierścień. Podstawa bulwiasta, otoczona kilkoma rzędami wałeczkowatych zgrubień i bez wyraźnej pochwy.
Miąższ
Biały, kruchy, nie zmienia koloru po uszkodzeniu, bez zapachu i o łagodnym smaku.
Wysyp zarodników
Biały. Zarodniki gładkie, elipsowate, o rozmiarach 9–11 × 6–9 μm.

## Występowanie i siedlisko
Gatunek kosmopolityczny szeroko rozprzestrzeniony w strefie klimatu umiarkowanego na całej półkuli północnej, ale występuje także w niektórych rejonach o klimacie ciepłym, np. w Ameryce Środkowej, w Hindukuszu, czy nad Morzem Śródziemnym. Wraz z siewkami sosny jego zarodniki i grzybnia zostały przeniesione w różne inne rejony świata i obecnie pojawia się także w Australii, Nowej Zelandii, Afryce Południowej i Ameryce Południowej. W Europie Środkowej, w tym w Polsce, bardzo pospolity.
Grzyb naziemny rosnący w różnego typu lasach liściastych, iglastych i mieszanych, szczególnie często pod brzozą brodawkowatą. Owocniki pojawiają się od czerwca do listopada. Jest grzybem mykoryzowym, żyjącym w symbiozie zazwyczaj z brzozą, jodłą, sosną, świerkiem, osiką i dębem.

## Znaczenie
We wszystkich atlasach grzybów opisywany jest jako grzyb trujący. Ze względu na charakterystyczny wygląd, do przypadkowych zatruć dochodzi rzadko, najczęściej u dzieci. Bywają zatrucia samobójcze i u osób spożywających ten gatunek grzyba w celach odurzających. W niektórych regionach zdarzają się zatrucia w wyniku pomyłki z jadalnymi muchomorami, np. muchomorem cesarskim.
W krajach europejskich używano go w przeszłości jako trucizny na muchę domową, ponieważ po kontakcie z muchomorem muchy padały jak martwe. W rzeczywistości owady są jedynie odurzone – stan ten utrzymuje się przez około 3 dni, lecz w tym czasie domownicy zazwyczaj usuwali nieruchome muchy. Bardzo często muchomory w ten sposób były używane przy tradycyjnych piecach, co powodowało śmiertelne wysuszenie muchy po upadku na rozgrzaną płytę.
W Japonii grzyby te są w niektórych miejscach zbierane i spożywane na różne sposoby, z których najpopularniejsze jest marynowanie. Rzadziej stosuje się grillowanie lub suszenie. Suszone grzyby zostają namoczone i zamarynowane lub rozdrobnione i użyte jako przyprawa. Osoby zbierające te grzyby są świadome ich toksyczności w stanie surowym.
Plemiona syberyjskie oraz rdzenni mieszkańcy Ameryki Południowej spożywali muchomora czerwonego w celu wprowadzenia się w stan mistycznego transu. Stawiano również hipotezy, że był on składnikiem napojów soma, wymienianego w Wedach, i haoma, używanego przez Persów.
Literatura piękna
Olga Tokarczuk poświęciła muchomorowi sporo uwagi w swojej książce Dom dzienny, dom nocny (1998), gdzie przywołuje jego halucynogenne właściwości.
Filatelistyka
Poczta Polska wyemitowała 8 maja 1959 r. znaczek pocztowy przedstawiający muchomora czerwonego, o nominale 3,40 zł, w serii Grzyby Polski. Wydrukowano 1 027 200 szt., techniką rotograwiury, na papierze niepowlekanym. Znaczek był ząbkowany i miał formę trójkątną. Autorem projektu znaczka był Czesław Borowczyk. Cała seria pozostawała w obiegu do 31 grudnia 1994 roku.

## Toksykologia i biologiczne działanie substancji aktywnych
Zawiera muskarynę – trujący alkaloid o działaniu parasympatykomimetycznym, oraz pochodne 3-hydroksyizoksazolu, kwas ibotenowy i muscymol (panteryna). Wieland i Motzel w 1953 zidentyfikowali bufoteninę jako substancję halucynogenną, w późniejszych publikacjach pojawiały się zarówno informacje potwierdzające, jak i zaprzeczające jej obecności, natomiast występuje ona w muchomorze cytrynowym i muchomorze porfirowym.
Głównym trującym składnikiem wbrew łacińskiej nazwie grzyba, nie jest muskaryna, lecz kwas ibotenowy. Muskaryna występuje w muchomorze czerwonym w znikomej ilości (około 0,0002%). Kwas ibotenowy jest nietrwały i w procesie dekarboksylacji przechodzi w mniej szkodliwy muscymol. Dlatego właśnie świeże osobniki są znacznie bardziej trujące niż suche. Ze względu na przeciwstawne działanie składników toksycznych objawy zatrucia są mniej wyrażone. Zmiany świadomości czy objawy zatrucia zaczynają się od 30 minut do 2 godzin po spożyciu i są podobne do objawów wynikających z konsumpcji roślin atropijnych – bielunia dziędzierzawy, pokrzyku wilczej jagody czy lulka czarnego.
Aktywne składniki tego gatunku są rozpuszczalne w wodzie, a gotowanie, a następnie usuwanie wody z gotowania, przynajmniej częściowo odtruwa A. muscaria. Suszenie może zwiększyć siłę działania, ponieważ proces ten ułatwia konwersję kwasu ibotenowego do muscymolu. Według niektórych źródeł – po detoksykacji grzyb staje się jadalny. Dr Patrick Harding opisuje zwyczaj przetwarzania muchomora przez renifery.
Podczas kontrolowanych badań u różnych ludzi zanotowano różne objawy, najczęściej stan zmęczenia, pomieszanie postrzegania przestrzennego, wizualnego i utrata poczucia czasu (także u niektórych odczucie, że czas wcale nie płynie), suchość w ustach, rozszerzenie źrenic i pocenie się. Artykuły naukowe nie są zgodne czy późniejsze objawy dotyczące rozdrażnienia układu pokarmowego i inne typowe reakcje organizmu na zatrucie są charakterystyczne dla zatrucia substancjami zawartymi w grzybie. Tak czy inaczej u niektórych ludzi były notowane wymioty, biegunka, duszność oraz spowolnienie (a czasami przyspieszenie) tętna. Żadne trwałe uszkodzenia organów wewnętrznych nie zostały nigdy zanotowane, chociaż podejrzewa się, że mogą powstać zmiany patologiczne w mózgu, gdy grzyb jest zażywany często. Po dwóch godzinach po zażyciu człowiek staje się bardzo senny, najczęściej zasypia głębokim snem przypominającym śpiączkę, który trwa średnio 8 godzin. Wszystkie efekty po spożyciu najczęściej zanikają po 24 godzinach. Biologiczne efekty zależą od pory roku pozyskania tych grzybów. Te zebrane w późniejszych miesiącach jesieni powodują więcej mdłości i są mniej narkotyczne niż te zebrane we wcześniejszych miesiącach. Różnica w stężeniu różnych substancji indywidualnych grzybów jest wielka, a co za tym idzie potencjał toksykologiczny i halucynogenny grzyba również ma szeroki zakres. Efektywna dawka dla myszy to 2,5 mg/kg, a dla szczurów 3,5 mg/kg. Szacuje się, że śmiertelna dawka surowego grzyba dla człowieka to 15 średniej wielkości okazów.
Śmiertelne ofiary zatrucia po zjedzeniu muchomora czerwonego są bardzo rzadkie i często przypisywane konsumpcji muchomora plamistego, który jest zbliżonym w wyglądzie gatunkiem, a różnica w składzie chemicznym obu jest wielka, szczególnie pod względem zawartości muskaryny i kwasu ibotenowego.
Grzyb ten bioakumuluje pierwiastek chemiczny wanad, w stężeniach nawet 400 razy wyższych niż te zazwyczaj odkrywane w glebie. Wanad istnieje w grzybie pod postacią amawadinu, związku złożonego o wzorze Ca(H2O)5 [V{NO[CH(CH3)CO2]2}2]2−. Funkcje biologiczne tego składnika w grzybie, jak i efekty wywierane na organizm zwierzęcy, są jak dotąd niezbadane.
Leczenie polega na wykonaniu płukania żołądka, podaniu węgla aktywowanego oraz leczeniu objawowym, najlepiej w ośrodku intensywnej terapii. Nie ma specyficznej odtrutki.

### Stosowanie psychoaktywne
Szeroka gama efektów psychoaktywnych była różnie opisywana jako depresyjne, uspokajająco – hipnotyczne, psychodeliczne, dysocjacyjne lub majaczące; mogą jednak wystąpić efekty paradoksalne, takie jak stymulacja. Mogą wystąpić zjawiska percepcyjne, takie jak synestezja, makropsja i mikropsja; te dwa ostatnie efekty mogą występować jednocześnie lub naprzemiennie, jako część zespołu Alicji w Krainie Czarów, zwanego łącznie dysmetropsją, wraz z powiązanymi zniekształceniami pelopsji i teleopsji. Niektórzy użytkownicy zgłaszają świadome śnienie pod wpływem jego hipnotycznych efektów. W przeciwieństwie do Psilocybe cubensis, A. muscaria nie może być uprawiana komercyjnie, ze względu na jej mykoryzowy związek z korzeniami drzew. Jednakże po zakazaniu grzybów psilocybinowych w Wielkiej Brytanii w 2006 roku, sprzedaż wciąż legalnego A. muscaria zaczęła wzrastać.
Profesor Marija Gimbutienė, znana litewska historyk, doniosła R. Gordonowi Wassonowi o stosowaniu tego grzyba na Litwie. Na odległych terenach Litwy Amanita muscaria spożywano na ucztach weselnych, podczas których mieszano grzyby z wódką. Profesor poinformowała również, że Litwini eksportowali A. muscaria do Samii na Dalekiej Północy do użytku w rytuałach szamańskich. Uroczystości litewskie są jedynym raportem, jaki otrzymał Wasson o spożyciu muchomora do użytku religijnego w Europie Wschodniej.

### Syberia
Muchomor czerwony był szeroko stosowany jako enteogen przez wielu rdzennych mieszkańców Syberii. Jego stosowanie było znane prawie wszystkim uralskojęzycznym ludom zachodniej Syberii i paleosyberyjskim narodom Dalekiego Wschodu Rosji. Istnieją tylko pojedyncze doniesienia o stosowaniu muchomora wśród ludów tunguskich i tureckich środkowej Syberii i uważa się, że takie użycie tego grzyba nie było praktykowane przez te ludy. W zachodniej Syberii wykorzystanie muchomora czerwonego było ograniczone do szamanów, którzy używali go jako alternatywnej metody osiągania transu (zwykle szamani syberyjscy osiągają trans poprzez długotrwałe bębnienie i tańce). We wschodniej Syberii był używany zarówno przez szamanów, jak i laików. Stosowany był zarówno rekreacyjnie, jak i religijnie. We wschodniej Syberii szaman zażywał grzyby, a inni pili jego mocz. Ten mocz, wciąż zawierający elementy psychoaktywne, może być silniejszy niż sam grzyb z mniej dotkliwymi skutkami ubocznymi, takimi jak pocenie się i drżenie, co sugeruje, że początkowy użytkownik może działać jako filtr przesiewowy dla składników grzyba.

### Wikingowie
Pogląd, że wikingowie używali A. muscaria do wywoływania swoich berserkerów, został po raz pierwszy zasugerowany przez szwedzkiego profesora Samuela Ödmanna w 1784 roku. Pojęcie to stało się powszechne od XIX wieku, ale żadne współczesne źródła nie wspominają o tym użyciu ani o czymś podobnym w opisie berserków. Muscymol jest ogólnie łagodnym środkiem zwiotczającym, ale może wywołać szereg różnych reakcji. Może wywołać złość lub sprawić, że osoba będzie „bardzo wesoła lub smutna, skacze, tańczy, śpiewa lub ulega wielkiemu strachowi”. Analiza porównawcza objawów wykazała jednak, że Hyoscyamus niger lepiej pasuje do stanu charakteryzującego wściekłość berserkera

## Gatunki podobne
- muchomor królewski (Amanita regalis) – ma brunatny kolor skórki kapelusza, kropki i brzeg pierścienia żółte i rośnie tylko pod świerkami[10]
- muchomor cesarski (Amanita caesarea) – ma on jaśniejszy, pomarańczowożółty kapelusz pozbawiony kropek, trzon i blaszki żółte, a bulwę trzonu otoczoną pochwą[35]; występuje w ciepłych lasach liściastych głównie na południu Europy i tam najczęściej dochodzi do omyłkowego spożycia muchomora czerwonego[36]
- gołąbek śledziowy (Russula xerampelina) i inne czerwone gołąbki – mają prosty trzon pozbawiony pierścienia i innych dekoracji oraz gładki kapelusz[13]
- muchomor narcyzowy (Amanita junquillea) – bywa mylony z żółtymi odmianami muchomora czerwonego, jest on jednak mniejszy oraz ma inną budowę trzonu[37]